# Honungsskivlingar
Honungsskivlingar (Armillaria) är ett släkte svampar i ordningen skivlingar som förekommer i tempererade och tropiska regioner över hela världen. Arterna är ganska lika varandra och det är svårt att skilja dem åt. Dessa svampar lever ofta som parasiter på döda och levande träd. Vissa av de senare dör på grund av svampens inverkan.

## Beskrivning
Hatten har en mörkbrun till guldgul färg och är täckt med håriga fjäll. Antalet fjäll blir med tiden mindre och de kan saknas helt hos äldre exemplar. Under hatten lever ofta små skalbaggar.
Lamellerna har en vitaktig till rödgul färg. Sporerna saknar färg men tycks vara vita liksom lamellerna omkring. Sporernas utseende skiljer honungsskivlingar tydlig från tofsskivlingar (Pholiota), som har bruna sporer och som annars har liknande kännetecken.
Den upp till 20 centimeter långa stjälken är ofta böjd då vanligen flera stjälkar har samma rot. Stjälkens basis är tydlig tjock.

## Honungsskivlingar i Europa
| sort          | beskrivning |
| ------------- | --- |
| A. mellea     | parasit på friska lövträd, alla slags stressade träd.                                                               |
| A. ostoyae    | parasit på friska barrträd, alla slags stressade träd.                                                              |
| A. gallica    | saprofytisk, endast på försvagade träd, vanlig orsak till rotröta på barrträd och lövträd samt stamröta på lövträd. |
| A. cepistipes | saprofytisk, endast på försvagade träd, vanlig orsak till stamröta på barrträd.                                     |
| A. borealis   | står mellan de parasitiska och mer saprofytiska arterna, vanlig som stamröta hos barrträd, nordlig utbredning.      |

## Utbredning
Honungsskivlingar förekommer i tempererade och tropiska regioner över hela världen. På norra halvklotet syns de vanligen mellan september och december på levande eller döda träd.

## Ätlighet
Honungsskivlingarna ansågs förr ätliga och de kunde i Finland säljas, men de ätliga arterna är mycket svåra att skilja från den giftiga mörkfjälliga honungsskivlingen. Honungsskivlingarna skall aldrig ätas råa, de skall tillredas med omsorg och endast små mängder skall ätas första gången.

## Världens största kända organism
Året 2000 ägde i Malheur National Forest i USA ett förunderligt skogsdöende rum. Som orsak upptäcktes ett mycel av honungsskivlingsarten A. ostoyae som sträckte sig över 880 hektar. Med en uppskattad ålder av minst 2 400 år och en vikt av cirka 600 ton räknas den som världens största kända organism.
Definitionen är svår då flera organismer växer kolonivis där gränsen mellan enskilda individer är otydlig (jämför Världens största organism).

## Arter
Arter enligt Catalogue of Life.

- Armillaria hinnulea
- Armillaria borealis
- Armillaria gallica
- Armillaria sinapina
- Armillaria obscura
- Armillaria ostoyae
- Armillaria sparrei
- Armillaria calvescens
- Armillaria gemina
- Armillaria fuscipes
- Armillaria mellea
- Armillaria laricina
- Armillaria cepistipes
- Armillaria heimii
- Armillaria limonea
- Armillaria luteobubalina
- Armillaria novae-zelandiae
- Armillaria ectypa
- Armillaria tabescens
- Armillaria socialis